# COSMIC RESCUE/強くなれ
「COSMIC RESCUE/強くなれ」（コスミック・レスキュー/つよくなれ）は、V6の24枚目のシングル。2003年7月2日にavex traxから発売された。

## 解説
公式には4作目となる両A面シングル。前作から引き続き、2作連続通算13作目のオリコンシングルチャート1位を獲得。「COSMIC RESCUE」はComing Centuryのみソロパートがあり、「強くなれ」はメンバー全員にソロパートがある（表題曲にメンバー全員ソロパートがあるのは、3rdシングル「BEAT YOUR HEART」以来）。
コピーコントロールCDでの発売。
2種類の初回限定盤があり、それぞれポスターやジャケット写真が違う。

## 収録曲
1. COSMIC RESCUE [4:45]
作詞：篠崎隆一
作曲：関淳二郎
編曲：h-wonder
  - Coming Century主演 映画『COSMIC RESCUE』主題歌
2. 強くなれ [5:19]
作詞・作曲：girls talk（mavie・mayu）
編曲：久米康隆
  - TBS系『学校へ行こう!』テーマソング
  - PS2専用ソフト『魔界転生』イメージソング
  - V6主演 映画『ハードラックヒーロー』挿入歌
3. Come With Me [4:31] - Coming Century
作詞：motsu
作曲・編曲：都啓一
  - Coming Century主演 映画『COSMIC RESCUE』挿入歌

初回盤のみ収録。
4. COSMIC RESCUE（Instrumental）
5. 強くなれ（Instrumental）

## 収録アルバム
- 『COSMIC RESCUE オリジナル・サウンドトラック』（#1、初回盤#3）
  - #1はComing Centuryバージョンを収録。
  - 初回盤#3はムービーバージョンを収録。
- 『∞ INFINITY 〜LOVE & LIFE〜』（#1, 2）
- 『Very best II』（#1, 2）
- 『SUPER Very best』（#1）[1]

## 特典
- 初回限定盤A
  - ピンナップアクションポスター封入
- 初回限定盤B
  - ピンナップフェイスポスター封入